# Pebibyte
Pebibyte-ul sau pebibaitul este un multiplu al unității byte pentru informație digitală. Acesta este un membru al unui set de unități definite prin prefixe binare de International Electrotechnical Commission (IEC). Its unit symbol is PiB.
Prefixul pebi (Pi) reprezintă multiplicarea de 10245 de ori, prin urmare:
1 pebibyte = 250 baiți = 1125899906842624baiți = 1024 tebibaiți
Pebibyte-ul este aproapiat petabyte-ului (PB), unitate corespunzătoare din sistemul zecimal definită în Sistemul Internațional (SI), și care reprezintă 1015 baiți = 1000000000000000baiți. 1 PiB ≈ 1.13 PB.